# Mijaíl Umanski
Mijaíl Márkovich Umanski (Stávropol, 21 de enero de 1952 – Augsburgo, 17 de diciembre de 2010) fue un Gran Maestro Internacional de ajedrez por correspondencia.

## Biografía
Ganó el 13.º Campeonato Mundial ICCF de ajedrez por correspondencia entre 1989 y 1998.
Fue también el campeón por Correspondencia de la URSS en 1978.
Desde 2007 hasta su fallecimiento el 17 de diciembre de 2010, vivió en Augsburgo (Alemania).
En 2011, la Federación Rusa de Ajedrez por correspondencia organizó un torneo internacional de ajedrez en su memoria, la cual fue ganada por el italiano Eros Riccio.